# 山本廣治
山本 廣治（やまもと ひろじ、1911年（明治44年）5月1日 - 1992年（平成4年）4月16日）は、日本の実業家。滋賀県出身。1935年（昭和10年）に日本銀行入行。東亜研究所主任研究員（交通）を経て、1945年（昭和20年）に国土計画へ入社。近江鉄道代表、西武鉄道取締役、西武バス社長などを歴任、同時に（社）東京バス協会会長、（社）日本バス協会副会長他、運輸省関連要職を務める。社主堤康次郎の衆議院議長時代は堤清二と共に議長秘書官として政治活動を支えた。
1986年（昭和59年）、勲三等旭日中綬章を受章。

## 主な経歴
- 近江鉄道代表取締役
- 草津温泉バスターミナル取締役
- 西武鉄道取締役
- 西武バス株式会社取締役社長
- 滋賀県バス協会理事
- 社団法人日本バス協会副会長
- 社団法人東京バス協会会長
- 財団法人運輸経済研究センター理事
- 衆議院議長（堤康次郎）秘書官
- 首都交通対策協議会委員
- 運輸政策審議会特別委員
- 自動車事故対策センター評議員
- 中央大学評議員

## 著書
- 『バス屋のつぶやき』西武バス株式会社、1991年
- 『大東亜地域の交通』日光書院、1944年
- 『太平洋地域の交通』岩波書店、1943年